# Bruno Sevaistre
Pour les articles homonymes, voir Sevaistre.
 (novembre 2021).
Il peut être nécessaire de l'améliorer pour respecter le principe de neutralité de point de vue. Veuillez consulter la page de discussion pour plus de détails.

 (mars 2021).
Bruno Sevaistre est un auteur-réalisateur français, né le 22 mai 1966 à Paris. Il dirige la société de production l'éolienne depuis 2003.

## Biographie
(novembre 2021).
 (novembre 2021).
Après un bac scientifique obtenu au Lycée Carnot à Paris en 1985, Bruno Sevaistre suit deux années de prépa HEC avant de rejoindre la Marine nationale comme matelot timonier à bord de l’escorteur d’escadre anti sous-marin « La Galissonnière », basé à Brest.
Sevaistre commence sa carrière dans l'audiovisuel comme cadreur chez Euro Media Télévision. Il collabore à de nombreux programmes pour les grandes chaînes de télévision françaises: défilés de mode, concerts, festivals de musique, pièces de théâtre, spectacles, émissions de variété ou encore événements sportifs (boxe, foot, équitation, grand prix moto, et caetera).
Avec ses propres moyens, il couvre la chute du mur de Berlin le 9 novembre 1989. C'est après ce premier reportage qu'il quitte les plateaux de télévision pour devenir chef opérateur indépendant. Avec  Marenco Productions, il se spécialise dans le film d'aventure et couvre notamment le premier rallye-raid "Paris-Moscou-Pékin", 5 années du rallye "Paris-Dakar", 2 saisons de l'"Alpirod" (la course italienne de chiens de traîneaux) et 8 éditions du "Raid Gauloises" (l'épreuve référence en matière de "sport-nature").
À la même époque, il tourne, monte et réalise ses premiers documentaires dont « Passion Vitale », film sur la meilleure performance mondiale d'escalade en solo réalisée par Alain Robert, qui lui vaudra de nombreux prix internationaux ou encore "L'enfer et la lumière" qui raconte pour la première fois le combat de Pedro Opeka contre la misère des quartiers pauvres de Tananarive à Madagascar.
En 1995, Bruno rencontre Stéphane Peyron. À ses côtés et à bord de « L'avion », il va à la rencontre des habitants des quatre coins de la planète pendant près de 2 ans pour la série documentaire « Dans la nature... » diffusée sur Canal+.
L'année suivante, il relate l'envers des Jeux Olympiques d'Atlanta pour Canal +.
Sevaistre se consacre également au portrait d'artiste. Pour « Fréquenstar », l'émission phare de M6, il signe notamment les grands formats en prime time avec Jean-Jacques Goldman, Céline Dion ou Johnny Hallyday.
En 1998, Sevaistre s'immerge dans les coulisses de la coupe du Monde du football. Après avoir produit le documentaire événement "Les yeux dans les Bleus", François Pécheux, Jérôme Caza, Stéphane Meunier et Sevaistre Sevaistre créent le label 2P2L avec l'aide de Gérard Supau. Ensemble, ils produisent l'émission hebdomadaire « C'est ouvert le samedi », pour Canal+. Un an plus tard, il est rédacteur en chef de "Mon NPA", la déclinaison de l'émission Nulle part ailleurs qui donne carte blanche à un artiste le samedi après-midi en direct sur l'antenne de Canal+.
Directeur artistique de  2P2L, il est à l'origine de nombreux projets qui feront la griffe de la société. Durant trois ans, il se consacre au tournage de la série documentaire événement « À la Clairefontaine » (16 x 26 min) diffusée sur Canal+, qui retrace les trois années de préformation d'une promotion de jeunes apprentis footballeurs de l'INF Clairefontaine. Parmi eux, Hatem Ben Arfa, Geoffrey Jourdren ou encore Abou Diaby.
Fin 2003, il crée L'éolienne, sa propre société au sein de laquelle il développe, en plus de la production de documentaire d’auteur, la réalisation de programmes musicaux sous des formats très variés: DVD, making of, portrait d'artistes, vidéoclip.Alain Souchon, Vincent Delerm, Zazie, Étienne Daho, Thomas Fersen, Keren Ann ou encore Jeanne Cherhal : autant d'artistes de la chanson française pour qui il réalise leur videoclip ou le film de leur concert.
Côté documentaire de société, Sevaistre continue d'écrire ses propres films en signant, en 2004, deux séries documentaires d'immersion."L'Europe des copains" (8 x 26 min pour France 5) qui retrace, à l'heure de la nouvelle Europe, le séjour linguistique de huit adolescents français chez un correspondant étranger. Et "Alain Ducasse au Plaza Athénée" (5 x 26 min pour Arte) qui raconte la transmission du savoir au sein du système mis en place par Alain Ducasse, le chef le plus étoilé au monde.
L'année suivante, il filme et réalise simultanément trois projets documentaires. "Jean-François Piège, Histoire de cuisine" (85 min pour France 5), le portrait du jeune chef aux commandes du Crillon à Paris."Keren Ann. Le journal d'Alice", le journal intime de la chanteuse durant l'enregistrement de son album "Nolita" à New York."Au clair de la lune", le film chorale de l'enregistrement de l'album de duos des artistes du label tôt Ou tard où l'on retrouve notamment des artistes comme Jacques Higelin, Dick Annegarn, Lhasa ou Mathieu Boogaerts.
En 2006, Sevaistre s'immerge durant six mois dans les coulisses de la comédie musicale Cabaret, la superproduction américaine de Sam Mendès, entièrement réadaptée et interprétée en français aux Folies Bergère. Ce sera "Bienvenue au Cabaret" (85 min pour France 5). Dans la foulée, la société Stage Entertainment France, producteur de spectacles venant directement de Broadway, lui demande de réaliser toutes les formats audiovisuels autour de ses prochains spectacles. Captations, documentaires, vidéoclips, programmes courts, campagnes publicitaires. Autant de programmes qui accompagneront Le Roi lion au Théâtre Mogador, Zorro, le musical aux Folies Bergère, Mamma Mia! au Théâtre Mogador et Sister Act au Théâtre Mogador..
La même année, son documentaire "IRCGN, Les vrais experts" (2 x 52 min coréalisés avec Pascal Cresegut pour France 2) enregistre le record d'audience de la case "Infrarouge" de l'année 2007 avec 1,5 million de téléspectateurs par épisode. Ces deux films offraient une plongée spectaculaire dans les coulisses de l'Institut de recherche criminelle de la gendarmerie nationale à Rosny-sous-Bois.
En 2008, Sevaistre rencontre Charles Aznavour. Pour le compte du label EMI, il réalise "DUOS, une invitation au voyage" un documentaire sur l'enregistrement de l'album de duos avec des artistes comme Sting, Céline Dion, Johnny Hallyday ou Julio Iglesias. Pour le même album, Bruno écrit et réalise une publicité mettant en scène Charles Aznavour dans un taxi parisien avec la participation de Gérard Darmon. L'année d'après, ce sera "Charles Aznavour & The Clayton-Hamilton Jazz Orchestra", un film qui retrace toutes les étapes de la fabrication de l'album de jazz qui s'est enregistré aux mythiques Studios de la tour Capitol à Hollywood.
Décembre 2009, le documentaire "À l'école des pilotes de chasse de l'aéronavale" (4 x 52 min coréalisés avec Pascal Cresegut) obtient le record historique d'audience de la case documentaire de France 4 avec un pic de 800 000 téléspectateurs pour son quatrième épisode. Cette série racontait la formation impitoyable de ces jeunes pilotes de l'aéronavale, des bases militaires de Meridian aux États-Unis à celles de Lanvéoc et Landivisiau pour finir sur le porte-avions Charles-de-Gaulle.
Début 2010, Bruno signe "La preuve par le sang" (52 min pour France 5), le portrait de Céline Nicloux, seule femme experte en morpho-analyse de traces de sang en France. La même année, il est choisi par  l'Assemblée nationale pour écrire et réaliser leur nouveau film institutionnel, projeté chaque jour en haute définition au grand public dans la salle audiovisuelle du Palais Bourbon. Un film qui raconte, sur le mode d'un documentaire, une journée type à l'Assemblée nationale au travers d'une quinzaine de moments-clés caractéristiques de la vie parlementaire.
Entre 2010 et 2011, il signe deux "séries du réel" de 4 x 60 min en immersion pour France 4."À l'école des pilotes de course" sur le milieu automobile de compétition avec l'Auto Sport Academy et "À l'école du rugby" sur les jeunes espoirs du Pôle France à Marcoussis, sont diffusés en prime time. La même année, il produit "Diambars, les guerriers du foot africain", réalisé par Jean-Thomas Ceccaldi et diffusé par France 4. Une série documentaire sur l'Institut du football crée au Sénégal par Bernard Lama, Patrick Vieira et Jimmy Adjovi-Boco.
En 2012, il s'immerge durant quatre mois au sein de la troupe de lycéens dirigés par Alain Sachs, pour une unique représentation de Roméo et Juliette de Shakespeare sur la grande scène du Théâtre de l'Odéon.
Le 13 octobre 2016, le documentaire « Millau, le viaduc de l’impossible », produit par BBC Worlwide France et diffusé à 20h50 sur RMC découverte rassemble 689 000 spectateurs, un score qui correspond à la meilleure performance de la chaîne depuis son lancement et au record d’audience de l’année. Ce film retrace la grande épopée technologique et humaine du chantier de cet ouvrage d’art français majeur avec des archives totalement inédites.
Entre 2016 et 2017, Sevaistre se consacre à l’écriture et la réalisation de "Belmondo, le Magnifique", un portrait de 90 min à partir d'archives sur Jean-Paul Belmondo. Produit par Upside Télévisions avec Mathieu Hucher, le documentaire est diffusé sur Arte dans la case Documania.
Septembre 2017, le Centre National du Cinéma lui demande d'encadrer une classe de 1ère SPVL du lycée Fernand et Nadia Léger à Montreuil (95) dans le cadre du programme "Les Enfants des Lumières", destiné aux jeunes scolarisés en Zone d'Education Prioritaire et zone urbaine sensible pour accompagner les élèves dans la découverte des métiers du cinéma.
En 2018, Il signe « Circuit Paul Ricard, l’histoire d’une renaissance », (52 min pour France 3 Paca), un documentaire historique sur le circuit mythique Paul Ricard ;« Ensemble, sur le chemin de la victoire » (26 min France 2), un documentaire d’immersion sur la victoire de l’équipe de France à la Coupe Davis, coachée par le sélectionneur Yannick Noah et « Au cœur de nos métiers », une collection de portraits de marins au cœur de leur activité professionnelle pour le Service de Recrutement de la Marine nationale.
En 2019, Sevaistre écrit, filme et réalise 3 documentaires de 52 min pour France Télévisions. "Les trésors cachés des marais" (France 5), gros plan sur des paysages d'exception, terres humides gagnées sur la mer ou les rivières par l'homme. "Si tu veux, on parle de moi" (France 3) le portrait de l'auteur-compositeur-interprète Gaetan Roussel .  "Chante et deviens !" (France 3) qui retrace l'aventure humaine et artistique des enfants des quartiers nord à Marseille 
En 2020, pour France Télévisions, il co-produit et écrit « Mayotte, naissance d’un volcan » (réalisé par Pascal Cresegut pour France O), qui raconte à la fois la découverte en direct d’un volcan sous-marin au large de Mayotte et l’impact sur l’archipel et sa population ; Puis il écrit, filme et réalise « Des abeilles pour demain », un film pédagogique et porteur d’espoir sur ces hommes et femmes qui imaginent des solutions pour enrayer la disparition tragique des abeilles (France 3 PACA).
En 2021, pour France Télévisions, Sevaistre écrit, filme et réalise "Les trésors cachés des gorges"  qui met en lumière ces hommes et ces femmes qui ont choisi de vivre et travailler dans de véritables sanctuaires de biodiversité. Pour  Arte, il écrit et réalise "Mel Gibson, À la folie passionnément" , un documentaire de 90 min, tout en archives, sur l'acteur-réalisateur américain Mel Gibson, diffusé sur la case Summer of Passion. 
En 2023, Sevaistre écrit, filme et réalise "Pen Duick VI, de père en fille" , un documentaire de 90 min qui retrace la participation de Marie Tabarly et son équipage à bord de Pen Duick VI, dans l'Ocean Globe Race, la course autour du monde avec escales qui reprend le règlement de la Whitbread de 1973.

## Distinctions
Récompenses
- 2021 Grand Prix Stratégie, catégorie "Or" pour la campagne de recrutement 2021 de la Marine nationale
- 2014 Sport Marketing Cristal pour The Pretender, Chroniques d'une saison avec Romain Grosjean
- 2014 Grand Prix Stratégie du Sport pour The Pretender, Chroniques d'une saison avec Romain Grosjean
- 2004 DVD platine pour le DVD Sortir ce soir d'Étienne Daho, vendu à plus de 28 000 exemplaires
- 2003 Grand Prix Audiovisuel de l'Académie Charles-Cros pour le DVD Un soir boulevard Voltaire de Vincent Delerm
- 1992 Janssen du clip sportif de sport et d'aventure avec le film Passion Vitale

Nominations aux Victoires de la musique
- 2007 Catégorie "Vidéo-clip de l'année" avec Sous les avalanches de Vincent Delerm
- 2005 Catégorie "Meilleur DVD musical" avec La Cigale des grands jours de Thomas Fersen

Décoration
- Médaille de la Défense nationale, échelon bronze (1er septembre 1988)

## Filmographie

### Documentaire

#### Société
- Au coeur de la Marine - Marine nationale - 60 min - 2023
- Chante et deviens ! - Maîtrise des Bouches-du-Rhône - 52 min - France 3 - 2019
- Une journée à l'Assemblée nationale - 13 min - AN - 2010
- Jean-François Piège. Histoires de Cuisine - 85 min – France 5 - 2005
- L'Europe des copains - 8 x 26 min - France 5 - 2004
- Alain Ducasse au Plaza Athénée - 5 x 26 min - Arte - 2004
- Le journal d'Anne-Flo - 26 min - Canal+ - 1999
- L'enfer et la lumière - Portait du Père Pédro à Madagascar - 26 min - TF1 - 1993

#### Découverte - Environnement
- Les trésors cachés des gorges - 52 min - France 5 - 2021
- Des abeilles pour demain - 52 min - France 3 - 2020
- Les trésors cachés des marais - 52 min - France 5 - 2019
- Millau, le viaduc de l'impossible – 52 min – RMC découverte - 2016

#### Science
- Mayotte, naissance d'un volcan - 52 min - France 0 - 2020
- La preuve par le sang - Portrait d'une experte en morpho-analyse des traces de sang - 52 min - France 5 - 2010
- Quand la science enquête – 100 min – France 3 - 2009
- IRCGN. Les vrais experts – 2 x 52 min – France 2 - 2007

#### Culture
- Dr Mel & Mr Gibson  – 52 min – Arte - 2021
- Belmondo, le Magnifique  – 52 min et 90 min – Arte - 2017[37]
- Eddie Barclay, le roi du showbiz – 60 min – Arte - 2014
- Roméo et Juliette – 120 min – France 2 - 2012
- Les petits violons de l'opéra – 26 min – France 2 - 2010
- Le Roi lion. Il vit en eux - 52 min - Paris Première - 2008
- Bienvenue au Cabaret – 85 min – France 5 - 2006

#### Musique
- Gaëtan Roussel, Si tu veux on parle de moi  – 52 min – France 3 - 2019
- Charles Aznavour & The Clayton-Hamilton Jazz Orchestra - 26 min - EMI - 2009
- Charles Aznavour. Duos - 13 min - EMI - 2008
- Les 10 ans de tôt Ou tard – 52 min - France 4 - 2007
- Keren Ann : le journal d’Alice - 52 min - France 4 - 2005
- Au Clair de la Lune - Duos tôt Ou tard - 90 min - France 4 - 2005
- Les pelouses de Kensington - 70 min – DVD Vincent Delerm - 2004
- Au bout du wagon - 26 min – DVD Thomas Fersen - 2004
- Vincent Delerm. A un détail près - 52 min - France 5 - 2003
- A squat ouvert - 26 min – DVD Zazie - 2003
- K.O. Debout - Têtes Raides - 52 min - Paris Première - 2001
- Livinside – 26 min – DVD Étienne Daho - 2001

#### Sport et aventure
- Pen Duick VI, de père en fille - 90 min – France TV - 2024
- Ensemble, sur le chemin de la victoire – Coupe Davis - 26 min – France 2 - 2018
- Circuit Paul Ricard, L'histoire d'une renaissance  – 52 min – France 3 - 2018
- Nungesser, le corsaire de l'aviation – 60 min – RMC découverte - 2015
- The Pretender, Chroniques d'une saison avec Romain Grosjean - 14 x 3 min - L'équipe 21 - 2014
- À l'école du Rugby – 4 x 60 min – France 4 - 2011
- À l'école des pilotes de course – 4 x 60 min – France 4 - 2010
- À la Clairefontaine - 16 x 26 min et 3 x 90 min - Canal+ - 2001
- Hélico Raid – Convoyage d'hélicoptère en Afrique - 26 min - A2 - 1995
- Le trophée du Vercors – Raid aventure - 26 min - TF1 - 1994
- Solo Dream – Escalade en solo intégral aux États-Unis - 13 min - 1992
- Who's this guy ? – Escalade en solo intégral - 13 min - 1991
- Paris-Londres-Paris – Rallye ULM - 26 min - 1992
- Vol au-dessus des noix de cocos – Rallye Hydro-ULM aux Antilles - 26 min - 1992
- Au-dessus des lacs – École d'aviation au Canada - 26 min - 1991

### Captation live

#### Musique
- Vincent Delerm - DVD « Vincent Delerm à la Cigale » - 2007
- Elli Medeiros au Café de la danse - 2006
- Thomas Fersen - DVD « Bonne fête Hyacinthe » - 2006
- Vincent Delerm à la Bourse du travail – 2006
- Étienne Daho - DVD « Sortir ce soir » - 2005
- Keren Ann au Cirque Royal de Bruxelles – 2005
- Jeanne Cherhal - DVD « Jeanne Cherhal à La Cigale » – 2005
- Erik Truffaz à la Cité de la Musique – 2004
- Keren Ann au Triptyque – 2004
- Thomas Fersen « La Cigale des grands jours » - 2004
- Joss Stone à la Boule Noire – 2004
- Vincent Delerm - DVD « Un soir boulevard Voltaire » - 2003
- Zazie - DVD « Zazie Ze Live » - 2003
- Alain Souchon - DVD « J'veux du Live » - 2002
- Björk au Grand Rex – 2001

#### Spectacle
- Le Bal des Vampires au Théâtre Mogador – 2015
- La Belle et la Bête au Théâtre Mogador – 2014
- Sister Act au Théâtre Mogador – 2012
- Cabaret au Théâtre Marigny – 2011
- Mamma Mia! au Théâtre Mogador – 2010
- Zorro au Folies Bergère – 2009
- Le Roi lion au Théâtre Mogador – 2007
- Le chanteur de Mexico au Théâtre du Chatelet – 2007
- Cabaret aux Folies Bergère – 2006

### Videoclip
- L'Arthur – "Burn out" - 2016
- Jean-Christophe Dollé - « Les poissons panés » - 2010
- Zorro-Le Musical - « Baila me » - 2010
- Zorro-Le Musical - « Bamboleo » - 2009
- Le Roi lion - « Quand soudain l'amour est là » - 2008
- Le Roi lion - « Il vit en toi » - 2007
- Daphné - « Musicamor » - 2006
- Joseph d’Anvers - « En ville » - 2006
- Vincent Delerm - « Sous les avalanches » - 2006
- Da Silva - « Les fêtes foraines » - 2006
- Vincent Delerm - « Natation synchronisée » - 2005
- Da Silva - « Se fendre les joues » - 2005
- Da Silva - « L’indécision » - 2005
- Étienne Daho - « Réévolution » - 2005
- Étienne Daho - « Sortir ce soir » - 2005
- Thomas Fersen - «  Croque » - 2005

### Brand Content
- Au coeur de nos métiers - Les métiers de la Marine nationale  - 12 x 2 min - 2018
- Talents d'ailleurs - Portraits de la Tunisie en marche  - 24 x 1 min - M6 - 2015 et 2016
- The Pretender, Chroniques d'une saison avec Romain Grosjean - 14 x 3 min - Total F1 - 2014
- Le Club des Supporters - 1 x 1 min 30 - Fédération Française de Football - 2014
- L'union Sacrée - 1 x 1 min 40 - Fédération Française de Football - 2014
- Jamais je ne t'oublierai... - L'histoire d'un souvenir  - 30 x 1 min 30 - France 2 - 2008
- En coulisses avec... - Les métiers d'un Musical de Broadway - 15 x 1 min 12 - M6 - 2008
- Madonna au Crillon - Interview exclusive de Madonna - 16 x 1 min 30 - Orange - 2005

### Émissions
- L'écho des coulisses - Les coulisses d'un événement culturel parisien - 3 x 52 min - Paris-Première - 2003
- Samedi mon amour - La relation amoureuse dans tous ses états - 90 min - Canal+ - 2000
- Fréquenstar - Portraits d'artistes - 6 x 52 min et 3 x 90 min - M6 - 1997 à 2000
- La nuit du film rock - Rétrospective du cinéma rock - 300 min - Canal Jimmy - 1998
- Boléro - Portraits intimistes - 2 x 52 min - TMC - 1998
- Festivals - L'actualité des festivals de cinéma - 6 x 26 min - Cinéma-cinémas - 1997 à 1998
- Escales - Portraits d'artistes - 5 x 26 min - MCM - 1994

### Spot télévisé
- Charles Aznavour - Album "Charles Aznavour & The Clayton-Hamilton Jazz Orchestra" - 2009
- Charles Aznavour - Album "Duos" - 2008
- Le Roi lion - Album de la bande originale en français - 2008
- Daphné - Album « Musicamor » - 2007
- Renaud - Album « Rouge sang » - 2006
- Jacques Higelin – Album « Amor Doloroso » - 2006
- Delerm vu par Renaud / Renaud vu par Delerm - 2006
- Jeanne Cherhal – Album « Douze fois par an» - 2004